# هوا محل
هوامحل نام یک قصر در شهر جیپور (راجستان) هند است.
این قصر صورتی رنگ در سال 1799 به دستور مهاراجه ساوای پراتاپ سینگ ساخته شد.

## نام گذاری
هوامحل از دو بخش هوا+محل تشکیل شده است.
هوا به معنای باد به کار رفته است و محل به معنای قصر همانطور که در کلمه ی تاج محل دیده می شود.

## گالری عکس

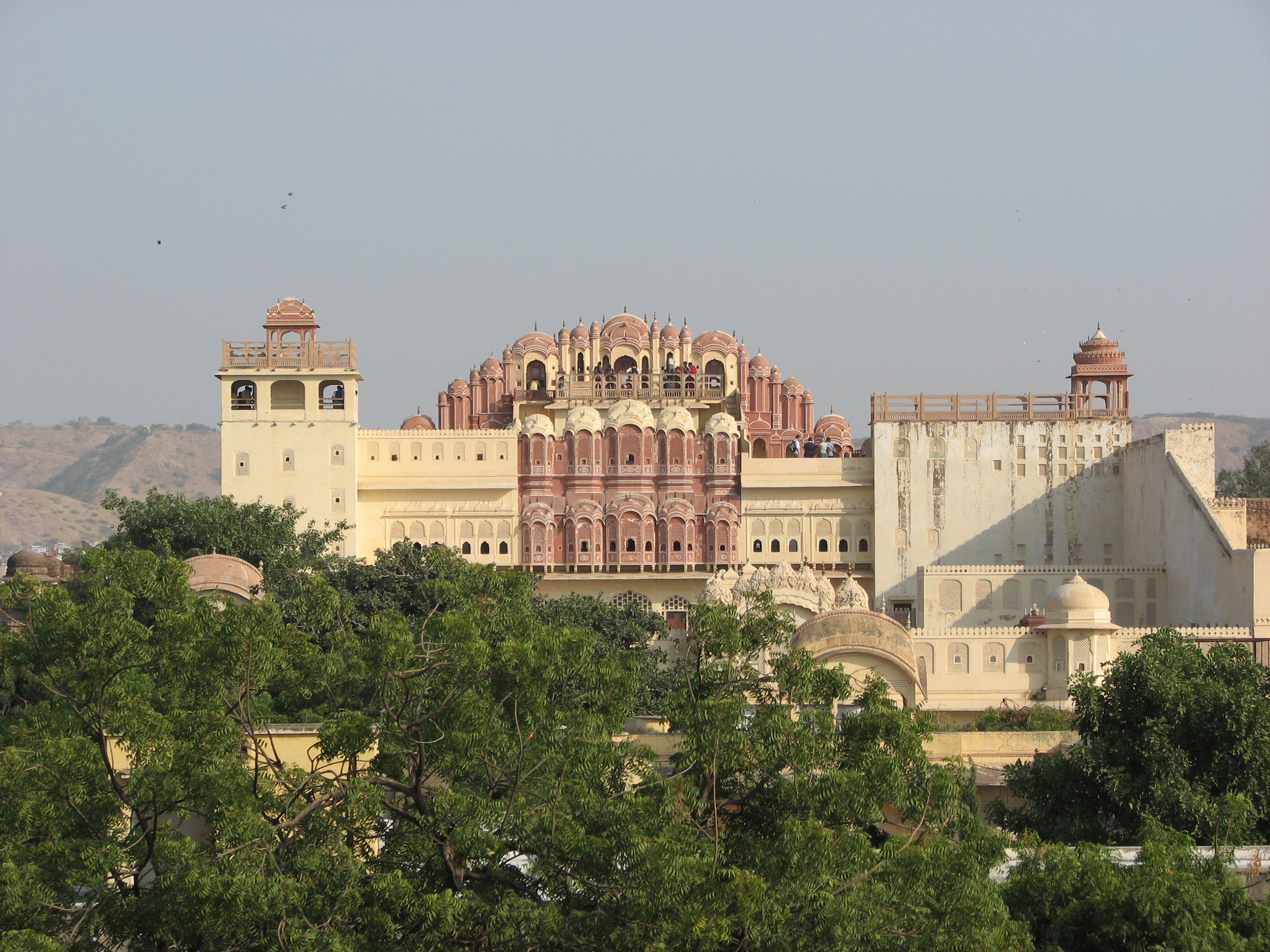
نمای پانورامای هوامحل
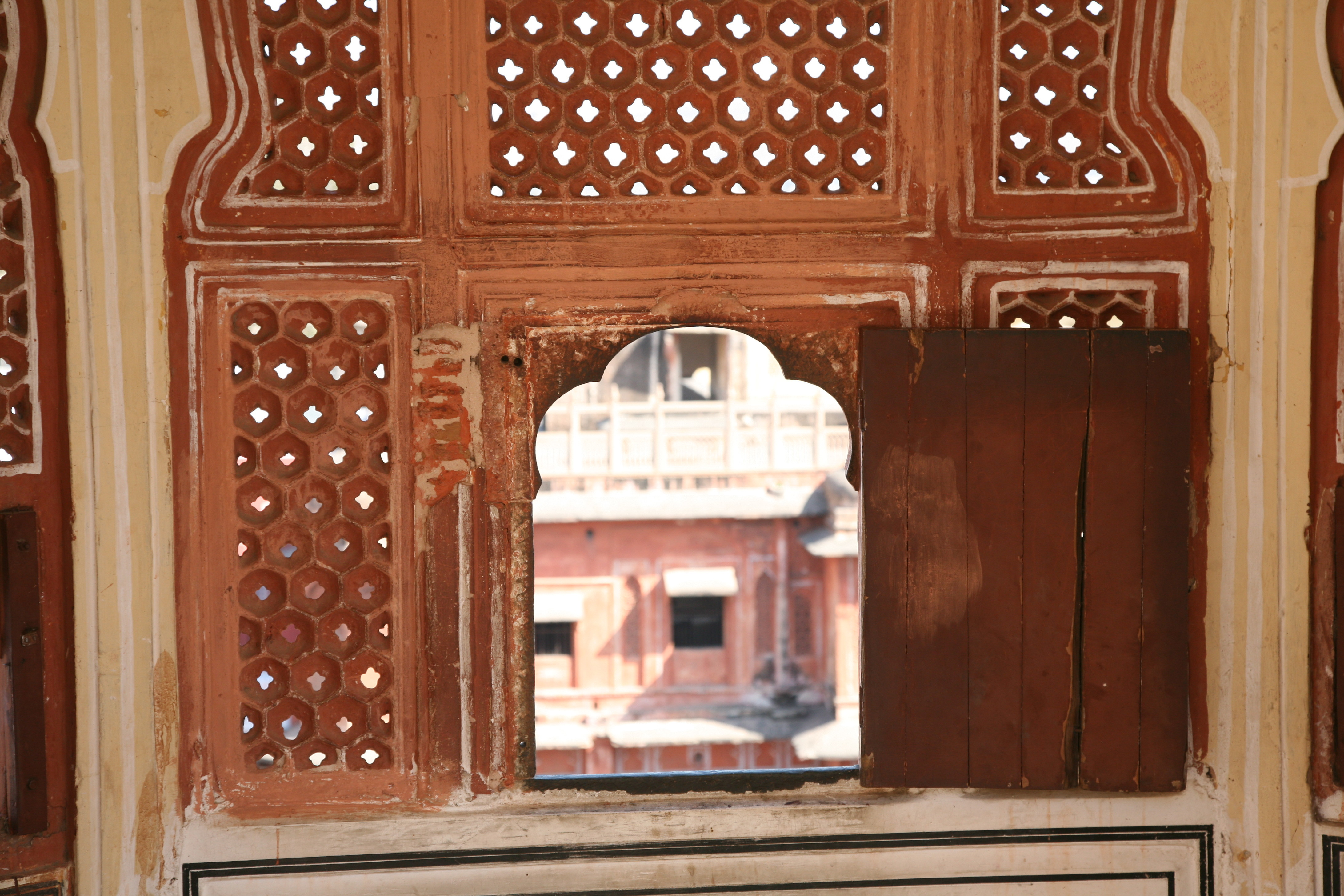
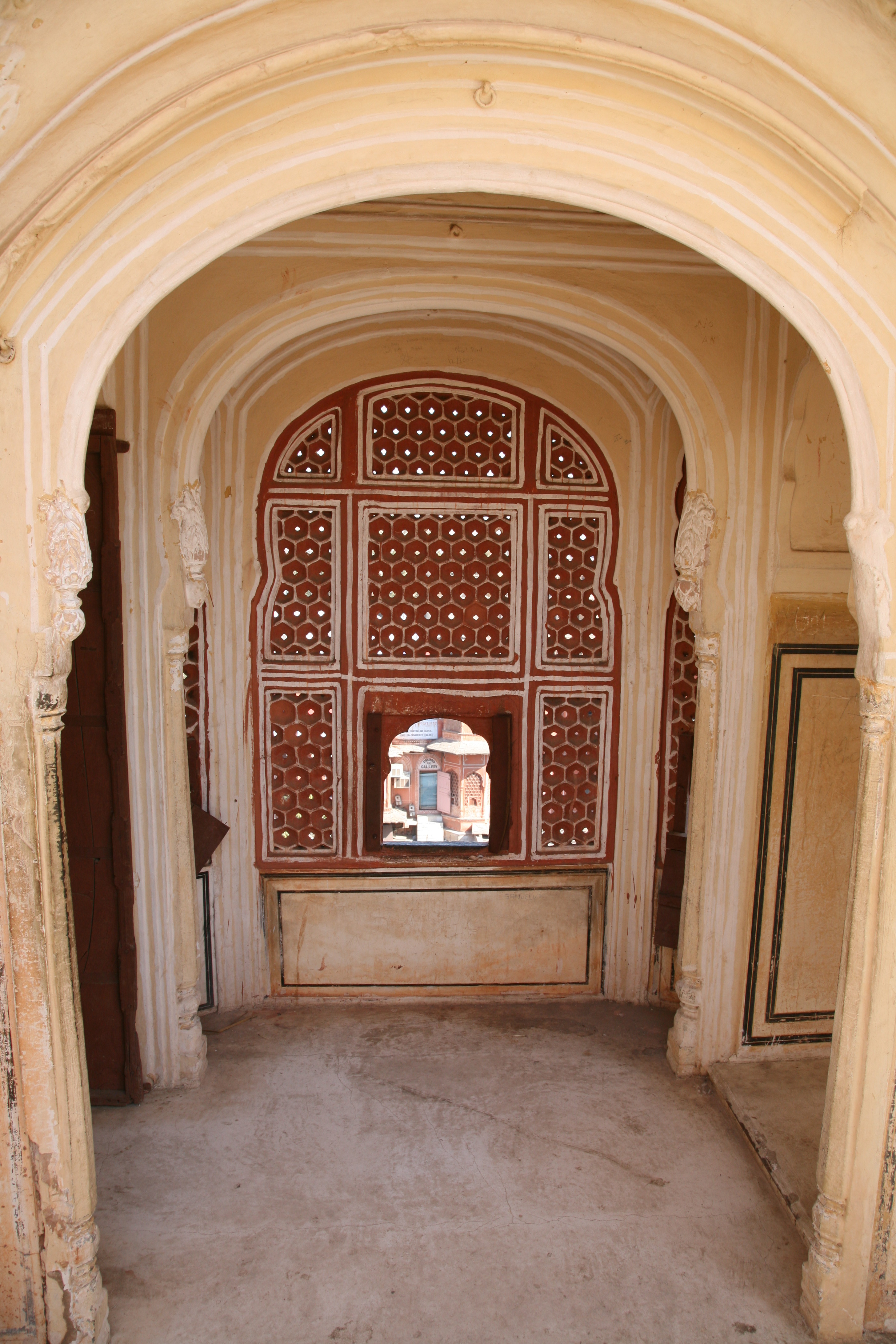
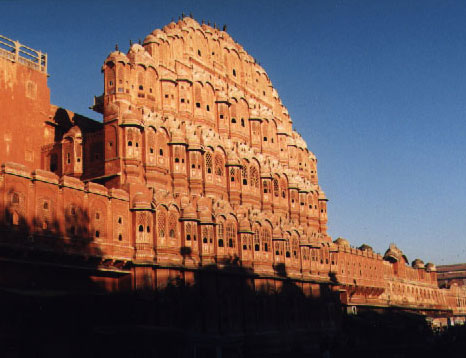
هوامحل
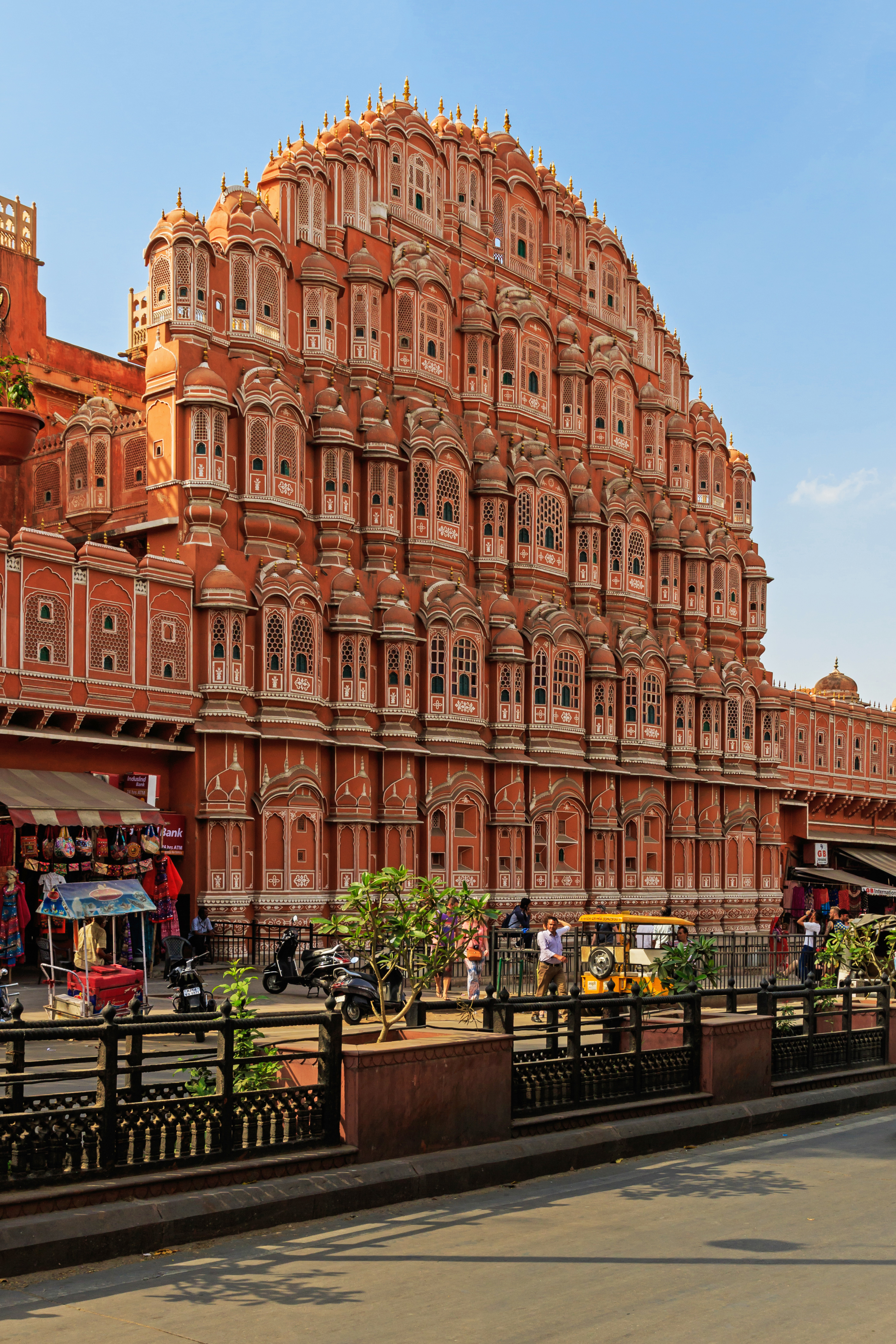
نمای هوامحل از خیابان